# Rivière Kenny
Rivière Kenny är ett vattendrag i Kanada.   Det ligger i provinsen Québec, i den sydöstra delen av landet, 160 km nordost om huvudstaden Ottawa.
I omgivningarna runt Rivière Kenny växer i huvudsak blandskog. Runt Rivière Kenny är det glesbefolkat, med 20 invånare per kvadratkilometer.